# Tha Streetz Iz a Mutha
Tha Streetz Iz a Mutha è il secondo album in studio del rapper statunitense Kurupt, pubblicato il 16 novembre 1999.

## Tracce
1. I Call Shots (feat. Roscoe) – 4:23
2. Loose Cannons (feat. Daz Dillinger e Xzibit) – 2:23
3. Who Ride Wit Us (feat. Daz Dillinger) – 4:21
4. Represent Dat G.C. (feat. Daz Dillinger, Snoop Dogg, Soopafly, Tray Deee, Jayo Felony e Butch Cassidy) – 5:10
5. Welcome Home (feat. LaToya Williams) – 4:13
6. Tequila (feat. Daz Dillinger, T-Moe, Nivea) – 3:45
7. Trylogy – 2:15
8. Neva Gonna Give It Up (feat. Warren G, Nate Dogg, Snoop Dogg, Tray Deee e Soopafly) – 4:45
9. Tha Streetz Iz a Mutha (feat. Daz Dillinger e Big Pimpin' Delemond) – 4:48
10. Ya Can't Trust Nobody (feat. Daz Dillinger) – 2:52
11. It Ain't About You (feat. Soopafly, Tray Deee, LaToya Williams) – 4:47
12. Girls All Pause (feat. Nate Dogg, Roscoe) – 3:28
13. Your Gyrl Friend (feat. Daz Dillinger) – 4:07
14. Ho's a Housewife (feat. Dr. Dre, Hittman) – 4:44
15. I Ain't Shit Without My Homeboyz (feat. Daz Dillinger, Soopafly, Crooked I, Baby S) – 4:37
16. Step Up (feat. Crooked I, Xzibit, Daz Dillinger) – 4:53
17. Live On The Mic (feat. KRS-One) – 5:27
18. Callin' Out Names – 3:26

## Classifiche
| Classifica (1999) | Posizione massima |
| ----------------- | ----------------- |
| Stati Uniti       | 31                |